# ستوبينو
ستوبينو (بالروسية: Ступино) هي إحدى مدن روسيا في الكيان الفدرالي الروسي موسكو أوبلاست وعاصمة ستوبينو رايون.

## توأمة
لستوبينو اتفاقيات توأمة مع كل من:
- تلغته
- انجمينا